# کرانیوفارنژیوما
کرانیوفارنژیوما Craniopharyngioma شایع‌ترین اختلال هیپوتالاموسی که موجب اختلال هیپوفیز می‌شود که توموری با منشأ هیپوفیز که از تومورهای ناحیه سلا تورسیکا (زین ترکی) می‌باشد. این تومور مغزی از علل جدی کمبود گنادوتروپینها است. شیوع آن دو در صد هزار است. حداکثر بروز کرانیوفارنژیوما در دهه دوم بوده و ممکن است موجب هر نوع کمبود هورمونی (هورمون‌های هیپوفیز قدامی یا خلفی) شود.
کرانیوفارنژیوما اصولاً یک تومور خوش‌خیم است که رشد کندی دارد.
کمبود رشد در کودکان ممکن است مادرزادی یا در اثر کرانیوفارنژیوما باشد.

## علائم
کرانیوفارنژیوماها کلسیفیه شده، زین ترکی را تخریب کرده و ممکن است بر روی کیاسمای اپتیک فشار وارد آورند و موجب اختلال بینائی همی آنوپی بای تمپورال (نیمه کوری در هر دو میدان بینائی) به علاوه آتروفی عصب اپتیک شوند. از علائم بیماری کودکی با اختلال خلق، اختلال خواب، اختلال خوردن (کم خوری یا معمولاً پرخوری و چاقی) مراجعه می‌کند. دیگر علایم شایع در این بیماری علایم افزایش ICP، دیابت بیمزه (DI)، اختلال دید، هیپوترمی یا هیپر ترمی تب، اختلال تعادل، پوست خشک، بی اشتهایی، خستگی، سردرد و... می‌باشد.

## درمان
درمان با جراحی و پس از آن رادیوتراپی (و رادیوتراپی کمکی اگر برداشتن کامل تومور ممکن نباشد) است. جراحی با گامانایف نیز انجام می‌گیرد.

## نگارخانه

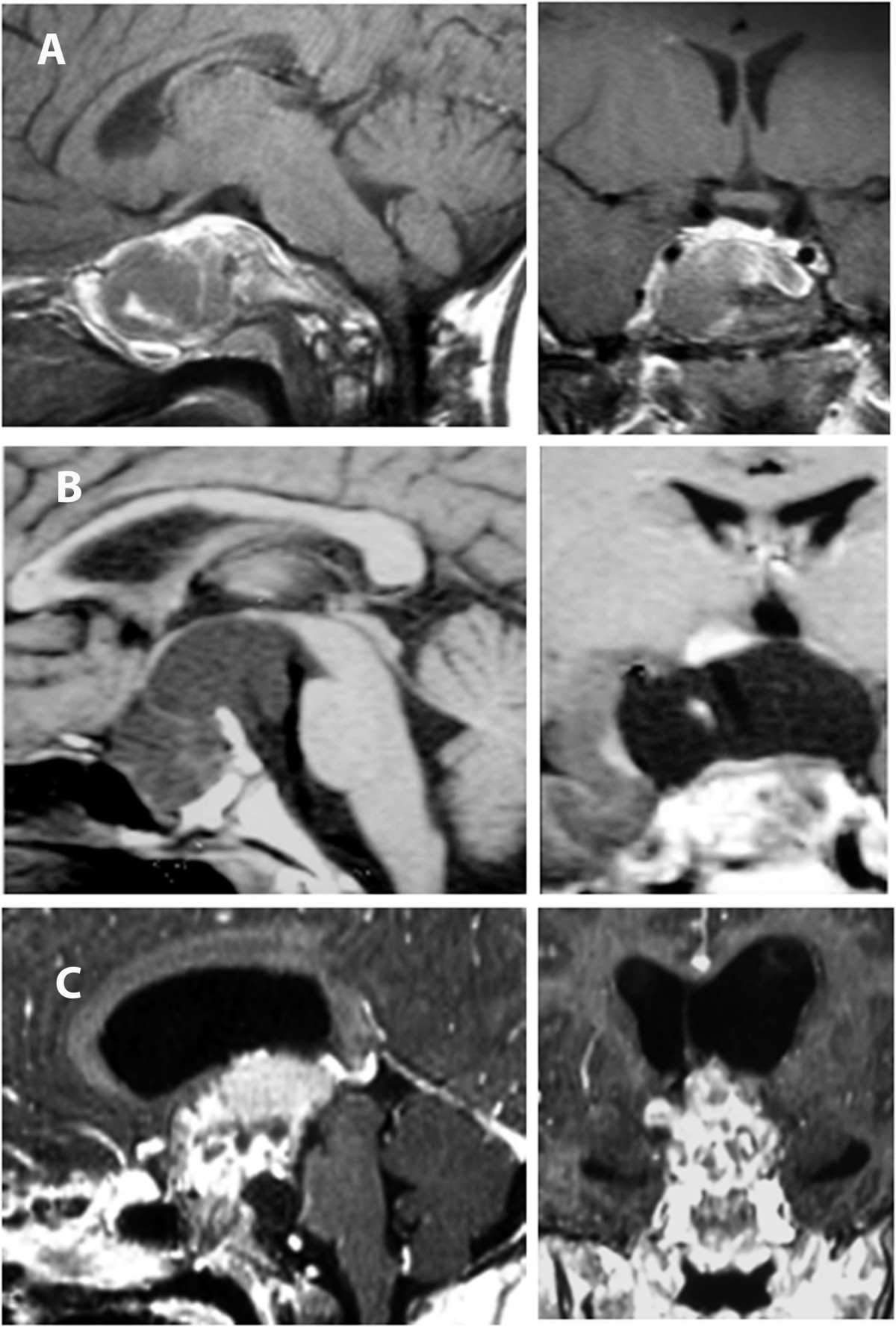